# Polysphincta mascoi
Polysphincta mascoi är en stekelart som beskrevs av Ian D. Gauld 1991. Polysphincta mascoi ingår i släktet Polysphincta och familjen brokparasitsteklar. Inga underarter finns listade i Catalogue of Life.